# Live Taste
Live Taste – trzeci album irlandzkiej grupy bluesrockowej Taste, wydany w 1971 roku, już po rozpadzie grupy, w czasie, kiedy Rory Gallagher rozpoczął solową karierę. Piosenki zostały nagrane na żywo podczas koncertów Taste w Montreux.

## Lista utworów
Poza oznaczonymi, wszystkie utwory autorstwa Rory’ego Gallaghera.
| 1. | „Sugar Mama"                                 | 8:13  |
|    |                                              |       |
| 2. | „Gamblin' Blues” (Melvin Jackson)            | 6:22  |
|    |                                              |       |
| 3. | „I Feel So Good” (Part 1) (Big Bill Broonzy) | 3:31  |
|    |                                              |       |
| 4. | „I Feel So Good” (Part 2) (Big Bill Broonzy) | 4:02  |
|    |                                              |       |
| 5. | „Catfish”                                    | 10:43 |
|    |                                              |       |
| 6. | „Same Old Story”                             | 5:43  |
|    |                                              |       |
|    |                                              | 38:34 |
|    |                                              |       |

## Wykonawcy
- Rory Gallagher – wokal, gitary, harmonijka ustna
- Richard McCracken – gitara basowa
- John Wilson – bębny, instrumenty perkusyjne